# Literatura en feroés
La literatura en idioma feroés, usado principalmente en las islas Feroe, se originó a principios del siglo XIX, con los primeros registros escritos de baladas de las islas Feroe (kvæði), que se transmitieron oralmente durante los siglos anteriores y provenían de autores desconocidos.

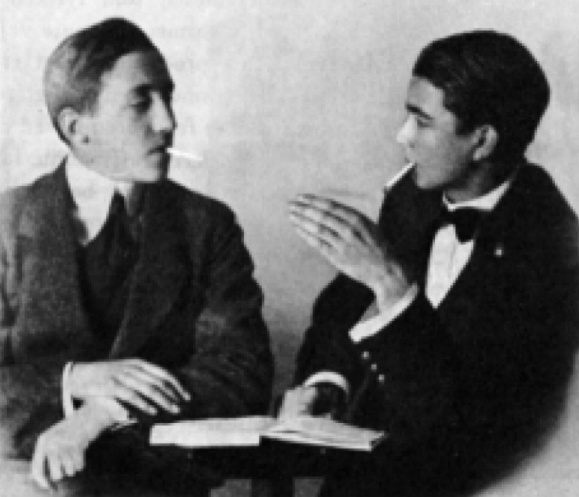
William Heinesen y Jørgen-Frantz Jacobsen (1918)

Gracias a la voluntad y el trabajo de varios escritores de las islas, a principios del siglo XX, la lengua germánica más pequeña consiguió dominar en la disputa lingüística feroesa y ser reconocida como lengua culta y para la educación en 1938.
Hoy en día aparecen más libros per cápita en las islas Feroe que en cualquier otro país del mundo. Comparado con la pequeña población de menos de 50 000 personas, el interés general por la literatura en lengua nativa es excepcional. La Biblioteca Nacional de las Islas Feroe mostró en sus estadísticas de préstamos del año 2000 que el libro más popular fue una historia literaria de las islas Feroe (Volumen 2: 1876-1939). Un libro en danés sobre orientación profesional le siguió en segundo lugar.

## Primeros escritos

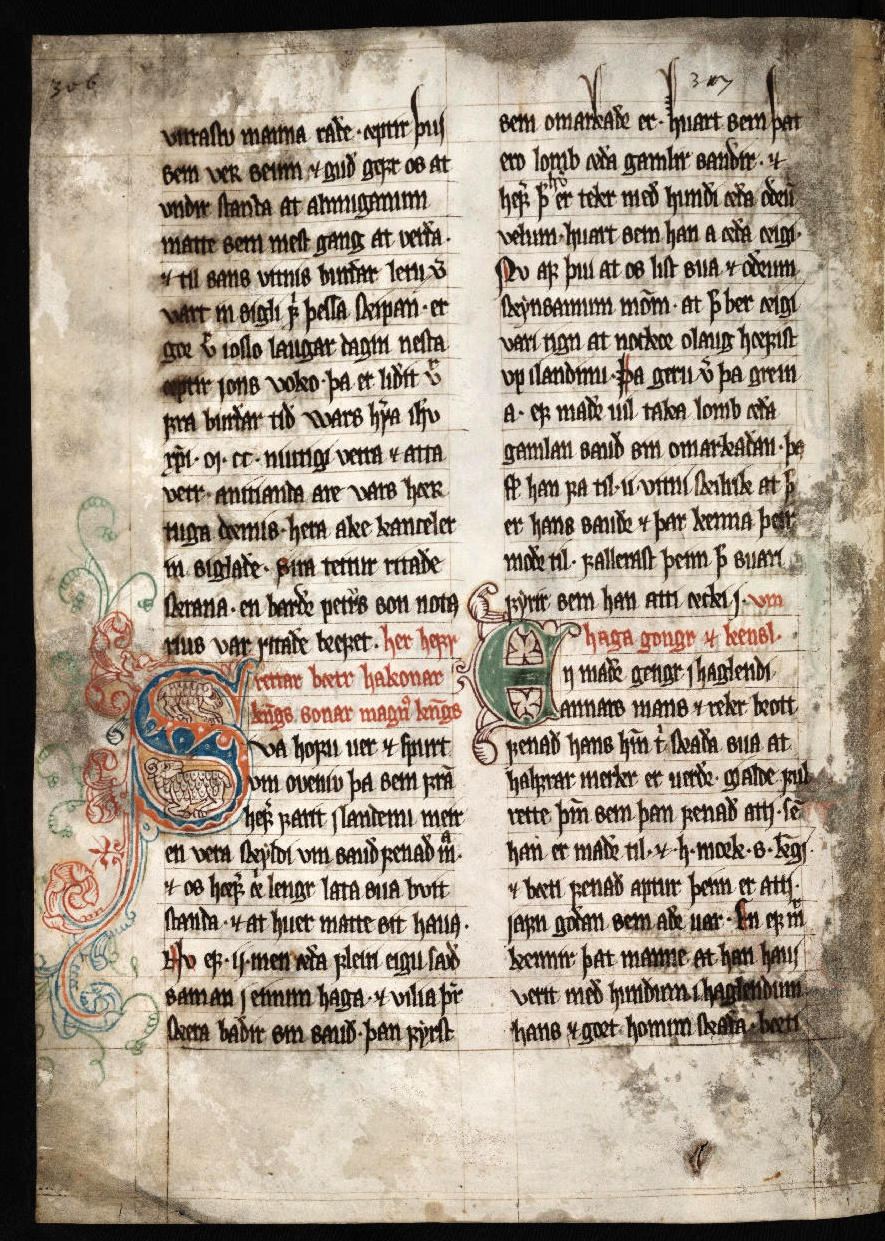
La Seyðabrævið [carta de las ovejas] de 1298 muestra los primeros signos de una variante feroesa del nórdico antiguo.

Los primeros testimonios del lenguaje escrito en el archipiélago son dos piedras rúnicas. La primera fue descubierta en Kirkjubøur, en 1832, y ahora se encuentra en el Museo Nacional de Dinamarca, en Copenhague (véase piedra rúnica de Kirkjubøur). La segunda piedra rúnica se encontró en Sandavágur, en 1917, y ahora se encuentra en la iglesia local (véase piedra rúnica de Sandavágur). La piedra de Kirkjubøur probablemente data de la época vikinga (alrededor del año 1000, a más tardar) y la piedra de Sandavágur de alrededor del 1200.
La época vikinga es el tema de la saga de las islas Feroe, que fue escrita en Islandia. Al igual que las dos piedras rúnicas, esta fuente está escrita en nórdico antiguo. La carta de las ovejas, Seyðabrævið, de 1298, que con toda probabilidad fue escrita en las islas Feroe por un feroés (subordinado del obispo Erlendur de Feroe), nos proporciona los primeros indicios del desarrollo del antiguo idioma feroés.
La sociedad campesina de esa época, con alrededor de 4000 habitantes en las islas, no produjo ningún otro documento conocido en forma escrita. La Reforma en las islas Feroe en el siglo XVI selló el dominio de la lengua danesa como lengua eclesiástica y, por lo tanto, como lengua oficial en todas las áreas. Curiosamente, la piedra rúnica de Fámjin muestra que la escritura rúnica todavía se usaba poco después de la Reforma. A partir del siglo XVII se conservan los documentos del parlamento de las islas Feroe, el Løgting, pero en danés.
Se cree que la tradición oral de los kvæði da testimonio de un conocimiento de la literatura islandesa, como las baladas de Sigurd. Además del kvæði, los géneros típicos de las islas Feroe son el sagnir (crónicas históricas), el ævintýr (cuentos de hadas) y el tættir (versos burlones), que sobrevivieron en la tradición oral. En la balada Loka Táttur,  probablemente de origen medieval tardío, editada por primera vez en 1822, los temas de los cuentos de hadas (como «El conejo marino» de Cuentos de la infancia y del hogar de los hermanos Grimm) se mezclan con material de la mitología nórdica. Loki aparece como un consejero astuto, una de las raras referencias a los dioses nórdicos en la literatura de las islas Feroe.

## Nuevos pioneros de las islas Feroe

### Kvæði
No fue hasta la Revolución francesa cuando se desarrolló un impulso que iba a tener impacto incluso en las zonas más remotas de Europa. Durante las guerras napoleónicas, Nólsoyar Páll fue el primer feroés en tiempos modernos en formular una idea nacional de libertad en lengua materna. Todavía se le considera un héroe nacional en la actualidad y su Fuglakvæði [Balada del pájaro] (1805) en 229 versos de cuatro líneas con un estribillo, es la primera obra importante en tiempos modernos en las islas Feroe. En la balada, el ostrero (tjaldur) se convierte en un símbolo de la nación.
Jens Christian Svabo fue el primer científico en reconocer el valor del kvæði, pero su colección nunca se imprimió durante su vida. Sin embargo, apoyó al naturalista danés Hans Christian Lyngbye en el estudio del idioma feroés durante su estancia en las islas Feroe en 1817, después de haber expresado su interés por las antiguas baladas. En 1822, con la ayuda de Johan Henrik Schrøter, se publicó el primer libro en feroés: Færøske Kvæder om Sigurd Fofnersbane og hans Æt, en ese momento, según la ortografía fonética de Schrøter, que se basaba estrechamente en Svabo.
El granjero Jens Christian Djurhuus (1773-1853) escribió una serie de otros kvæði en el estilo antiguo, que solo habían sobrevivido a lo largo de los siglos a través del canto y la danza. Utilizó los mismos temas que Snorri Sturluson, el viejo escaldo islandés. Fue apoyado por Venceslaus Ulricus Hammershaimb, que le proporcionó los libros correspondientes con las sagas islandesas. La pieza más conocida es Ormurin langi, que se conoce hoy a través del grupo de metal vikingo Týr.
El hijo de Jens Christian Djurhuus, Jens Hendrik Djurhuus (1799–1892), continuó este trabajo y escribió baladas que todavía se cantan en la actualidad durante el baile en cadena de las islas Feroe. Los descendientes de esta familia, los hermanos Janus Djurhuus y Hans Andrias Djurhuus, se consideran clásicos del siglo XX, aunque con lírica moderna o popular.
Esta tradición del kvæði fue continuada por poetas como Jóannes Patursson (bisnieto de Nólsoyar Páll), Poul F. Joensen y Mikkjal Dánjalsson á Ryggi (1897-1956) en el siglo XX, salvándola y haciéndola accesible a las generaciones futuras.

### Lingüística

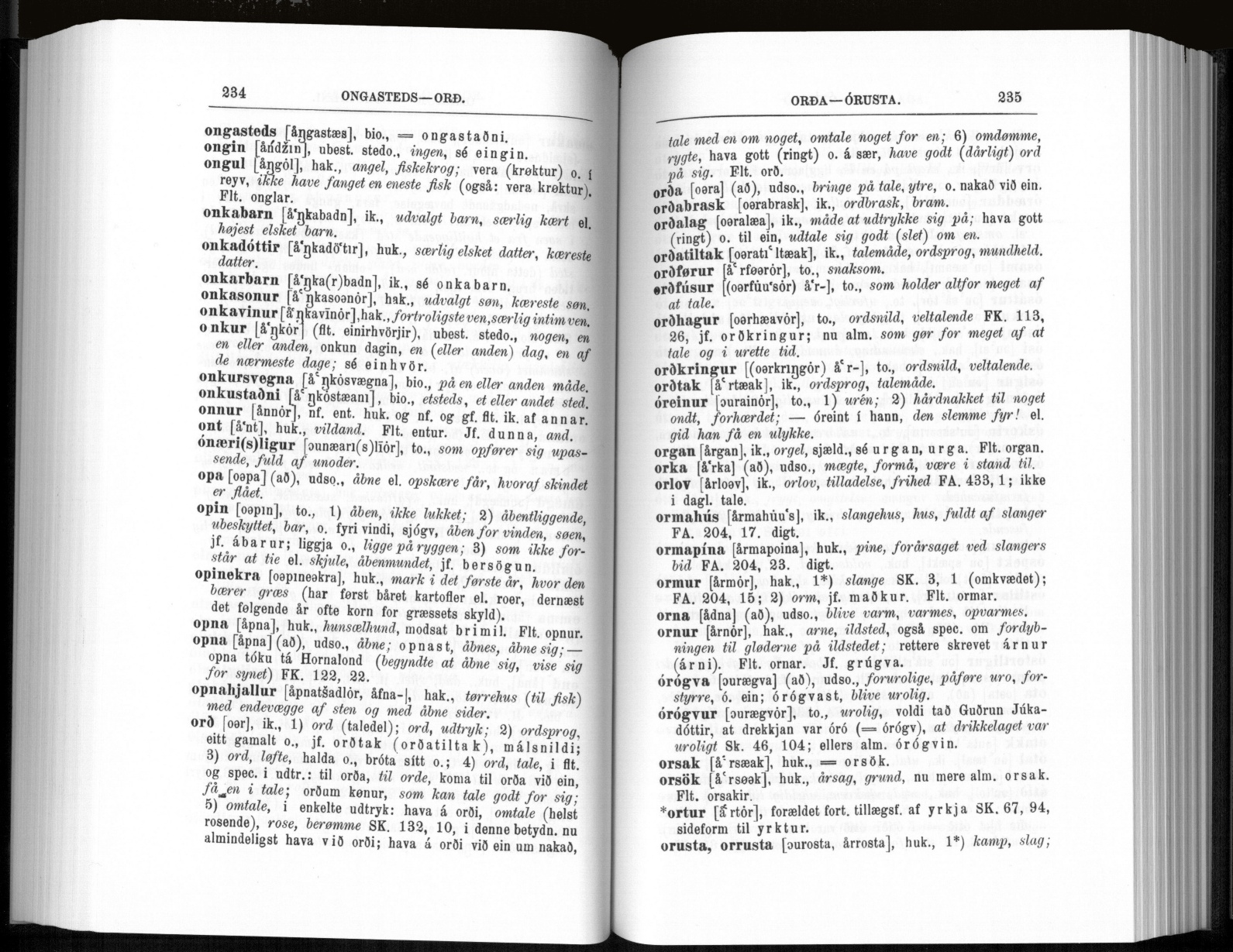
La Færøsk Anthologi (1891) de Hammershaimbs marca el establecimiento de la lengua escrita moderna de las islas Feroe. Reúne baladas antiguas y cuentos populares en las islas. El segundo volumen (ilustrado) fue organizado por Jakob Jakobsen y es un diccionario feroés-danés con 10 000 entradas, que incluyen la transcripción fonética de cada entrada. Explica y hace referencia a todos los términos utilizados en las baladas y sagas.

La definición sistemática de la lengua escrita de las islas Feroe y, por lo tanto, una gramática uniforme aceptable para todos los dialectos, recae en el pastor V. U. Hammershaimb. Su concepto de ortografía sigue siendo válido hoy. El lingüista y antropólogo Jakob Jakobsen también realizó un trabajo pionero, pero no pudo establecer su ortografía, broytning. A este hecho se le debe, entre otras cosas, la conservación de la letra Ð, que tiene una función puramente etimológica.
En cualquier caso, Hammershaimb fue fundamental para garantizar que la filología (antigua) de las islas Feroe recibiera su base científica en danés (como lengua de comunicación). El patrimonio cultural conservado de esta manera fue el punto de partida para los clásicos feroeses modernos.
Jakobsen tuvo el mérito de elevar el feroés a un lenguaje científico, capaz de imponerse en todos los ámbitos de la vida, mientras que sus predecesores pensaban más en salvar monumentos lingüísticos antiguos. El compromiso de Jakobsen con el norn es un claro indicio de que quería evitar un destino similar de su lengua materna mediante una planificación lingüística temprana y sistemática.

## Clásicos
La novela realista

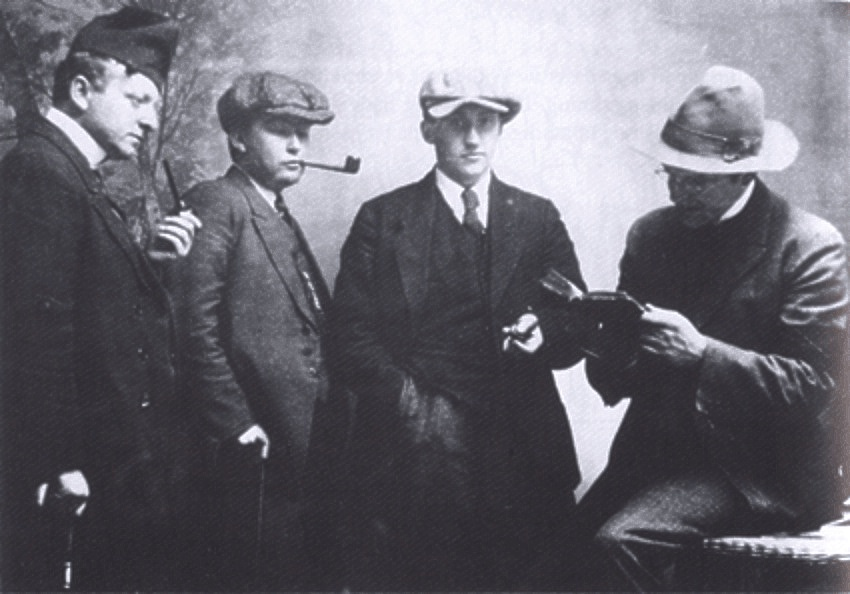
Dos generaciones: Janus Djurhuus, Jørgen-Frantz Jacobsen, William Heinesen y Hans Andrias Djurhuus, en 1924

En el siglo XX, escritores feroéses, como William Heinesen y Heðin Brú, obtuvieron reconocimiento internacional. El primero escribió sólo en danés, pero el segundo el tradujo algunas obras de Heinesen al feroés; a su vez, el primero ilustraba con sus propios gráficos las traducciones de la literatura mundial al feroés de Brú. Durante muchos años ambos fueron vecinos en la capital, Tórshavn, y formaron un trío legendario (teir tríggir varðarnir) con el profesor Christian Matras. El género principal de las décadas de 1930 a 1950 fue la novela realista. La novela de formación de Heðin Brú, Feðgar á ferð [Padre e hijo en el camino], fue la primera novela en feroés que se tradujo a otros idiomas. También se considera una de las mejores novelas feroesas de la historia.
Jørgen Frantz Jacobsen tenía solo 37 años. Fue contemporáneo de los escritores mencionados anteriormente (nacido el mismo año que su primo William Heinesen). Como este, escribió en danés. Su única novela, Barbara (1939), basada en la vieja leyenda de la malvada esposa del pastor Beinta Broberg, se convertiría en uno de los libros feroeses más exitosos en el exterior. La versión cinematográfica, Barbara (1997), fue el largometraje danés más caro de todos los tiempos. Martin Joensen (1902-1966) describió la vida de los pescadores y marineros de las islas Feroe en sus novelas; también fue editor del primer periódico infantil y juvenil Barnablaðið (1931).
Jens Pauli Heinesen renovó la novela feroesa en la década de 1950 mediante experimentos formales; más tarde se acercó nuevamente a la tradición realista, lo que le hizo muy popular.
Poesía
El filólogo clásico Janus Djurhuus es uno de los poetas más exigentes de la literatura feroesa. Su hermano menor, Hans Andrias Djurhuus, no alcanzó el mismo estatus, pero con sus canciones infantiles se ganó el corazón de la audiencia feroesa hasta nuestros días. Poul F. Joensen era conocido por sus versos burlones (táttur) y todavía se le considera uno de los poetas más populares de las islas.
La revista literaria Varðin, publicada desde 1921, se convirtió bajo la dirección de Rikard Long en un foro para todos los autores de las islas hasta la actualidad.

## Presente
Hanus Kamban (* 1942) ha escrito cuentos y relatos breves; Carl Jóhan Jensen (* 1957) ha destacado como poeta; el arquitecto Gunnar Hoydal (* 1941) ha escrito poesía y biografías de artistas; Sólrun Michelsen (* 1948) se ha dedicado a los libros para niños y jóvenes; Oddvør Johansen (* 1948) ha escrito una de las primeras novelas para mujeres en Feroe; Tatióroddur Poulsen (* 1957) se dio a conocer como un poeta punk innovador.

### Premios literarios
Heinesen fue el primer receptor feroés del Premio de Literatura del Consejo Nórdico en 1965; el segundo fue el letrista Rói Patursson en 1986. Desde 1958 se concede el Premio de Literatura de las Islas Feroe. Jens Pauli Heinesen lo ha recibido en cuatro ocasiones.

## Literatura secundaria
- Bandle, Oskar (1982). «Moderne färöische Literatur. Versuch einer Standortbestimmung». Skandinavistik (en alemán) (12): 81–111.
- Bandle, Oskar (1985). «Moderne färöische Literatur. Eine paradigmatische Entwicklung». Studia Scandinavica (en alemán) (8): 9–29.
- Friese, Wilhelm (1971). Nordische Literaturen im 20. Jahrhundert. Kröners Taschenausgabe (en alemán) 389. Stuttgart: Kröner. pp. 134-138. ISBN 3-520-38901-0.